# Think for Yourself
〈Think for Yourself〉는 1965년 음반 《Rubber Soul》의 영국의 록 밴드 비틀즈의 곡이다. 이 곡은 밴드의 리드 기타리스트인 조지 해리슨이 썼으며, 〈If I Needed Someone〉와 함께 존 레논과 폴 매카트니 옆에 있는 작곡가로서 그의 등장의 시작을 알렸다. 이 곡의 가사는 독립적 사고를 표방하고 있으며, 이 단계에서 비틀즈의 보다 정교한 컨셉트를 향한 움직임을 그들의 글에 반영하고 있다. 해리슨이 1965년 밥 딜런의 싱글 〈Positively 4th Street〉를 연상시키는 어조로 연인이나 친구를 해임하면서 이 노래는 정치적 발언이자 사랑 노래로 해석을 불러왔다.